# Montpezat (Lot-et-Garonne)
Montpezat é uma comuna francesa na região administrativa da Nova Aquitânia, no departamento Lot-et-Garonne. Estende-se por uma área de 24,44 km². Em 2010 a comuna tinha 596 habitantes (densidade: 24,4 hab./km²).